# Пери (окръг, Пенсилвания)
Вижте пояснителната страница за други значения на Пери.
Окръг Пери (на английски: Perry County) е окръг в щата Пенсилвания, Съединени американски щати. Площта му е 1440 km², а населението - 46 127 души (2017). Административен център е град Ню Блумфийлд.